# Саут Пасадена (Калифорнија)
Саут Пасадена (енгл. South Pasadena) град је у америчкој савезној држави Калифорнија. По попису становништва из 2010. у њему је живело 25.619 становника.

## Демографија
Према попису становништва из 2010. у граду је живело 25.619 становника, што је 1.327 (5,5%) становника више него 2000. године.
| Група             | 2000.          | 2010.          |
| Белци             | 12.344 (50,8%) | 11.179 (43,6%) |
| Афроамериканци    | 738 (3,0%)     | 771 (3,0%)     |
| Азијати           | 6.456 (26,6%)  | 7.973 (31,1%)  |
| Хиспаноамериканци | 3.903 (16,1%)  | 4.767 (18,6%)  |
| Укупно            | 24.292         | 25.619         |